# Dyfeomorfizm

Obraz siatki prostokątnej na kwadracie w przekształceniu dyfeomorficznym kwadratu na siebie. Intuicyjnie: przekształcenie to polega na zdeformowaniu siatki prostokątnej bez rozrywania i klejenia. Każda taka deformacja jest homeomorfizmem. Gdy deformacja ta jest funkcją klasy – a więc jest ciągła i jej pochodna jest ciągła – to funkcja ta jest dyfeomorfizmem. Dyfeomerfizmem nie byłaby deformacja z tworzeniem ostrych zagięć (choć byłby to homeomorfizm).

Dyfeomorfizm – izomorfizm rozmaitości różniczkowych, tj. odwzorowanie bijektywne pomiędzy rozmaitościami różniczkowymi, które jest różniczkowalne oraz takie, że odwzorowanie do niego odwrotne jest również różniczkowalne.

## Definicja
Niech {\displaystyle X} i {\displaystyle Y} będą przestrzeniami unormowanymi oraz niech {\displaystyle D} będzie niepustym, otwartym podzbiorem przestrzeni {\displaystyle X.}
Przekształcenie {\displaystyle F\colon D\to Y} nazywane jest dyfeomorfizmem, gdy
1. obraz {\displaystyle F(D)} jest podzbiorem otwartym w {\displaystyle Y,}
2. {\displaystyle F} jest bijekcją,
3. {\displaystyle F} i {\displaystyle F^{-1}} są klasy {\displaystyle C^{1}} (gdzie {\displaystyle F^{-1}\colon F(D)\to D} jest funkcją odwrotną do {\displaystyle F}).

Z definicji wynika, że jeśli {\displaystyle F} jest dyfeomorfizmem, to {\displaystyle F} i {\displaystyle F^{-1}} są odwzorowaniami regularnymi.
Gdy {\displaystyle X=\mathbb {R} ^{m},} {\displaystyle Y=\mathbb {R} ^{k},} to dyfeomorfizmy są po prostu zanurzeniami homeomorficznymi klasy {\displaystyle C^{1}} o różniczce maksymalnego rzędu, których funkcja odwrotna jest klasy {\displaystyle C^{1}} w obrazie.
W niektórych publikacjach od dyfeomorfizmu wymaga się, by był funkcją nieskończenie wiele razy różniczkowalną.

### Dyfeomorfizm przywiedlny
Niech {\displaystyle D} będzie otwartym podzbiorem {\displaystyle \mathbb {R} ^{m}.} Mówi się, że dyfeomorfizm
{\displaystyle \Phi =(\varphi _{1},\dots ,\varphi _{m})\colon D\to \mathbb {R} ^{m}}
jest przywiedlny, gdy istnieją takie {\displaystyle i,j\leqslant m,} że
{\displaystyle \varphi _{i}(x_{1},\dots ,x_{m})=x_{j}} dla {\displaystyle (x_{1},\dots ,x_{m})\in D.}
Dyfeomorfizmy przywiedlne znajdują zastosowanie w dowodzie twierdzenia o całkowaniu przez podstawienie dla funkcji całkowalnych w sensie Lebesgue’a.

### Dyfeomorfizm zachowujący orientację
Funkcja
{\displaystyle \varphi \colon (a,b)\to (\alpha ,\beta )}
jest dyfeomorfizmem, gdy jest taką bijekcją klasy {\displaystyle C^{1},} że
{\displaystyle \varphi '(t)\neq 0} dla {\displaystyle t\in (a,b)}
(por. definicję dla {\displaystyle X=Y=\mathbb {R} ^{m}}). Dyfeomorfizm {\displaystyle \varphi } zachowuje orientację (osi liczbowej), jeśli
{\displaystyle \varphi '>0}
i zmienia orientację w przeciwnym wypadku, tzn. gdy
{\displaystyle \varphi '<0.}
Prawdziwe jest następujące twierdzenie teorii hiperpowierzchni dla dyfeomorfizmów zachowujących orientację:
Twierdzenie
Niech {\displaystyle G} będzie otwartym podzbiorem {\displaystyle \mathbb {R} ^{n},} {\displaystyle \Gamma \colon [a,b]\to G} będzie drogą kawałkami gładką oraz {\displaystyle \varphi \colon (a,b)\to (\alpha ,\beta )} będzie dyfeomorfizmem. Wówczas dla każdej formy {\displaystyle \Omega \in F_{0}^{1}(G;Y)}
{\displaystyle {}\,\int \limits _{\Gamma \circ \varphi }\Omega =\varepsilon (\varphi )\int \limits _{\Gamma }\Omega ,}
gdzie:
{\displaystyle \varepsilon (\varphi )=+1,} gdy {\displaystyle \varphi } zachowuje orientację,
{\displaystyle \varepsilon (\varphi )=-1,} gdy {\displaystyle \varphi } zmienia orientację.

## Grupa dyfeomorfizmów
Złożenie dyfeomorfizmów jest dyfeomorfizmem. Automorfizm rozmaitości różniczkowej {\displaystyle M} jest dyfeomorfizmem rozmaitości {\displaystyle M} na siebie. Za pomocą działania składania automorfizmów można utworzyć na rozmaitości {\displaystyle M} grupę automorfizmów. Grupę tę oznacza się symbolem {\displaystyle \operatorname {Diff} (M).}

## Ważne dyfeomorfizmy
Dyfeomorfizm biegunowyNiech {\displaystyle B=(0,+\infty )\times (0,2\pi )\subset \mathbb {R} ^{2}.} Funkcja określona wzorem
{\displaystyle b(r,\phi )=(r\cdot \cos \phi ,r\cdot \sin \phi )}
przeprowadza {\displaystyle B} na obszar {\displaystyle \mathbb {R} ^{2}\setminus \left\{(x,0)\in \mathbb {R} ^{2}:x\geqslant 0\right\}.} Dyfeomorfizm ten wprowadza współrzędne biegunowe. Jakobian tego przekształcenia {\displaystyle J_{B}=r.}
Dyfeomorfizm sferycznyNiech {\displaystyle S=(0,+\infty )\times (0,2\pi )\times (0,\pi )\subset \mathbb {R} ^{3}.} Funkcja określona wzorem
{\displaystyle s(r,\phi ,\theta )=\left(r\cdot \cos \phi \cdot \sin \theta ,\,r\cdot \sin \phi \cdot \sin \theta ,r\cdot \cos \theta \right)}
przeprowadza zbiór {\displaystyle S} na zbiór {\displaystyle \mathbb {R} ^{3}\setminus \left\{(x,y,z)\in \mathbb {R} ^{3}:x\leqslant 0,y=0\right\}.} Dyfeomorfizm ten wprowadza współrzędne sferyczne. Jakobian tego przekształcenia {\displaystyle J_{S}=r^{2}\sin \theta .}
Dyfeomorfizm walcowyNiech {\displaystyle W=(0,+\infty )\times (0,2\pi )\times \mathbb {R} \subset \mathbb {R} ^{3}.} Funkcja określona wzorem
{\displaystyle w(\rho ,\phi ,z)=(\rho \cdot \cos \phi ,\rho \cdot \sin \phi ,z)}
przeprowadza {\displaystyle W} na obszar {\displaystyle \mathbb {R} ^{3}\setminus \left\{(x,y,z)\in \mathbb {R} ^{3}:x\leqslant 0,y=0\right\}.} Dyfeomorfizm ten wprowadza współrzędne walcowe. Jakobian tego przekształcenia {\displaystyle J_{W}=\rho .}

## Twierdzenie o lokalnym dyfeomorfizmie
Niech {\displaystyle X} i {\displaystyle Y} będą przestrzeniami Banacha, {\displaystyle D} będzie niepustym, otwartym podzbiorem {\displaystyle X} oraz będzie dane odwzorowanie {\displaystyle F\colon D\to Y} klasy {\displaystyle C^{1}.} Jeśli {\displaystyle F} jest różniczkowalne w punkcie {\displaystyle x_{0}\in D} oraz pochodna ta jest izomorfizmem (liniowym) {\displaystyle X} na {\displaystyle Y,} to istnieje takie otoczenie {\displaystyle U\subseteq D} punktu {\displaystyle x_{0},} że odwzorowanie {\displaystyle F|_{U}} jest dyfeomorfizmem.
Prostym wnioskiem z twierdzenia o lokalnym dyfeomorfizmie jest fakt, iż odwzorowanie regularne przestrzeni Banacha jest odwzorowaniem otwartym. Twierdzenie to wykorzystywane jest także dla dowodu twierdzenia o funkcji uwikłanej.